# Ada (Oklahoma)
Ada és una ciutat dels Estats Units a l'estat d'Oklahoma que actua com a seu del Comtat de Pontotoc. Segons el Cens dels Estats Units de 2020, tenia 16.481 habitants. La ciutat rep el seu nom d'Ada Reed, la filla d'un dels primerencs colons, i va ser incorporada l'any 1901. A Ada hi ha l'East Central University, i és la seu de la nació Chickasaw.

## Història
A finals de la dècada de 1880, la família Daggs va ser la primera família blanca en establir-se al territori que avui es coneix com Ada, que aleshores va prendre el nom de Daggs Prairie. L'abril de 1889, Jeff Reed (nadiu de Texas) va ser encarregat amb l'entrega del correu entre diverses localitats del sud-est d'Oklahoma. A prop d'on es van establir els Daggs, els Reed van construir una casa i una botiga, edificacions al voltant de les quals van començar a establir-se altres colons. L'any 1891 va inaugurar-se una oficina postal amb el nom de la filla gran de Jeff Reed, Ada. A partir de la incorporació de la ciutat l'any 1901, va experimentar un creixement ràpid gràcies al Ferrocarril de Saint Louis a San Francisco. Més endavant, van arribar a la ciutat el Ferrocarril de Santa Fe i el Ferrocarril Central d'Oklahoma.
L'any 1909, les dones d'Ada van organitzar-se per a construir una institució d'ensenyança dedicada a la pedagogia per a formar futurs professors. Aquesta institució és l'origen de la universitat East Central University.

### Registre Nacional de Llocs Històrics
Els següents llocs estan classificats per el Registre Nacional de Llocs Històrics al Comtat de Pontotoc, Oklahoma:
- Biblioteca Pública d'Ada
- Bebee Field Round House
- East Central State Normal School
- Casa F.W. Meaders
- Districte Industrial de Mijo Camp
- Palau de Justícia del Comtat de Pontotoc
- Clínica Sugg
- Districte Històric de Wintersmith Park

## Cultura
- Teatre McSwain, inaugurat l'any 1920.

## Geografia
Ada està localitzada als turons del sud-est d'Oklahoma. La ciutat està a 142 quilòmetres (88 milles) d'Oklahoma City, a 196 quilòmetres (122 milles) de Tulsa i a 214 quilòmetres (133 milles) de Dallas, Texas.

### Poblacions més properes
El següent diagrama mostra les poblacions més properes:

## Demografia
Segons el cens del 2000, Ada tenia 15.591 habitants, 6.697 habitatges, i 3.803 famílies. La densitat de població era de 385,9 habitants per km².
Dels 6.697 habitatges en un 25,9% hi vivien nens de menys de 18 anys, en un 40,6% hi vivien parelles casades, en un 12,6% dones solteres, i en un 43,2% no eren unitats familiars. En el 37,1% dels habitatges hi vivien persones soles el 15,8% de les quals corresponia a persones de 65 anys o més que vivien soles. El nombre mitjà de persones vivint en cada habitatge era de 2,2 i el nombre mitjà de persones que vivien en cada família era de 2,91.
Per edats la població es repartia de la següent manera: un 22,3% tenia menys de 18 anys, un 17,5% entre 18 i 24, un 24,4% entre 25 i 44, un 18,9% de 45 a 60 i un 17% 65 anys o més.
L'edat mediana era de 33 anys. Per cada 100 dones de 18 o més anys hi havia 84,5 homes.
La renda mediana per habitatge era de 22.977$ i la renda mediana per família de 31.805$. Els homes tenien una renda mediana de 25.223$ mentre que les dones 17.688$. La renda per capita de la població era de 14.666$. Entorn del 14,8% de les famílies i el 21,4% de la població estaven per davall del llindar de pobresa.

## Economia
L'economia d'Ada és diversificada. A mitjans del segle xx, la localitat era un centre de manufacturació de productes tèxtils, parts d'automòbils, ciment i formigó, entre d'altres productes. Al segle xxi, s'han dut a terme grans inversions en expansions i noves tecnologies. El petroli i el gas natural segueixen formant part de l'economia regional.

## Educació

### Educació superior
La Universitat East Central (ECU), ubicada a Ada, ha estat en funcionament des de 1909. L'abast de la universitat és de 4.500 estudiants, i és reconeguda internacionalment pel seu programa de cartografia.

### Educació primària i secundària
El districte escolar d'Ada té sis escoles de primària i secundària a la ciutat. A més, el Latta High School també es troba a la ciutat d'Ada tot i que pertany a un altre districte escolar.

### Escola tècnica
A Ada es troba el Pontotoc Technology Center.

## Infraestructura

### Autopistes
Les principals autopistes són:
- Ruta Estatal d'Oklahoma 3
- U.S. Ruta 377

### Ferrocarril
Trens de mercaderies de les companyies BNSF i Union Pacific passen per Ada.

### Aire
L'Aeroport Regional d'Ada (identificador FAA: ADH), que és propietat i està operat per la Ciutat d'Ada, està localitzat a 3,2 quilòmetres (2 milles) al nord del centre de la ciutat, i és la llar de dues grans industries aeronàutiques: General Aviation Modifications, Inc. i Tornado Alley Turbo.